# Jezioro Kruszyńskie
Jezioro Kruszyńskie (kaszb. Krëszińsczé Jezoro) – przepływowe jezioro wytopiskowe położone na Równinie Charzykowskiej w obrębie Kaszub Południowych (na obszarze województwa pomorskiego). Kruszyńskie zajmuje powierzchnię 461,3 ha i jest otoczone lasami Zaborskiego Parku Krajobrazowego. Jezioro pełni przede wszystkim funkcje rekreacyjno-turystyczne. Miejscowości nadjeziorne to Peplin, Windorp, Kruszyn i Gapowo. Przez jezioro przepływa rzeka Zbrzyca będąca szlakiem kajakowym.